# 1VP busz (Miskolc)
A miskolci 1VP jelzésű villamospótló autóbuszvonal a Tiszai pályaudvar és Felső-Majláth (– Majális park) között húzódik, amelyet a Miskolc Városi Közlekedési Zrt. üzemeltet.

## Története
Az 1VP jelzésű autóbuszok először a 2010-ben zajló Zöld Nyíl projekt ideji villamospótlásban jelentek meg. A pályarekonstrukció első fázisa a Tiszai pályaudvar és a Thököly utca között kezdődött meg, ami 2011-ben a Thököly utca és Diósgyőr között folytatódott. Legvégül az 1VP a Malomszög utca és Diósgyőr között ingázott a villamosok helyett.
Ismételt megjelenése a 2022. december 12-ei menetrendi-változtatásokhoz köthető, mely egy késő éjszakai, budapesti vonathoz kínált csatlakozást. Ez egy újabb járatpárt eredményezett az 1-es villamosnak, de az alacsony igényekre villamospótló autóbuszt indítanak. Azóta a hajnali és késő esti órákban több járatpárt is 1VP jelzésű busz végez.

## Útvonala
Útvonala nagyjából megegyezik az 1-es, az 1G-s és 901-es buszokéval, valamint az 1-es és 1A-s villamosokkal.
| Tiszai pályaudvar – Felső-Majláth – Majális park | Felső-Majláth – Tiszai pályaudvar |
| --- | --- |
| Tiszai pályaudvar ➝ Kandó Kálmán tér ➝ Baross Gábor út ➝ Bajcsy-Zsilinszky út ➝ Széchenyi István utca ➝ Városház tér ➝ Hunyadi utca ➝ Tizeshonvéd utca ➝ Győri kapu ➝ Andrássy utca ➝ Kiss tábornok utca ➝ Táncsics tér ➝ Árpád út ➝ Hegyalja út ➝ Felső-Majláth ➝ Hegyalja út ➝ Majális park | Felső-Majláth ➝ Hegyalja út ➝ Árpád út ➝ Táncsics tér ➝ Kiss tábornok utca ➝ Andrássy utca ➝ Győri kapu ➝ Tizeshonvéd utca ➝ Hunyadi utca ➝ Városház tér ➝ Széchenyi István utca ➝ Bajcsy-Zsilinszky út ➝ Baross Gábor út ➝ Kandó Kálmán tér ➝ Tiszai pályaudvar |

## Közlekedése
A Tiszai pályaudvar irányából
- a hét minden napján 7 indítás;

Felső-Majláth irányából
- a hét minden napján 4 indítás történik.

A Felső-Majláthra érkező autóbuszok közül 3 járat visszirányban 901-es jelzéssel közlekedik.

## Megállóhelyei
- Tiszai pályaudvar: 1-es autóbuszok felszállóhelyén;
- Selyemrét – Újgyőri piac: a villamosmegállókban;
- DVTK Stadion – Alsó-Majláth: 1-es autóbuszok felszállóhelyén, az úttesten;
- Felső-Majláth: 54-es autóbuszok felszállóhelyén
- Bölcs utca: villamospótlók által nem érintett.

| 1VP (Tiszai pályaudvar – Felső-Majláth (– Majális park)) | 1VP (Tiszai pályaudvar – Felső-Majláth (– Majális park)) | 1VP (Tiszai pályaudvar – Felső-Majláth (– Majális park))      | 1VP (Tiszai pályaudvar – Felső-Majláth (– Majális park)) | 1VP (Tiszai pályaudvar – Felső-Majláth (– Majális park)) | 1VP (Tiszai pályaudvar – Felső-Majláth (– Majális park)) | 1VP (Tiszai pályaudvar – Felső-Majláth (– Majális park)) | 1VP (Tiszai pályaudvar – Felső-Majláth (– Majális park)) |
| Sorszám (↓)                                              | Sorszám (↓)                                              | Megállóhely                                                   | Kilométer (↓)                                            | Kilométer (↓)                                            | Perc (↓)                                                 | Perc (↓)                                                 | Átszállási kapcsolatok |
| -------------------------------------------------------- | -------------------------------------------------------- | ------------------------------------------------------------- | -------------------------------------------------------- | -------------------------------------------------------- | -------------------------------------------------------- | -------------------------------------------------------- | --- |
| 0                                                        | 0                                                        | Tiszai pályaudvar végállomás                                  | 0.0 km                                                   | 0.0 km                                                   | 0                                                        | 0                                                        | 1, 1G, 3, 3A, 8, 12G, 21, 30, 31, 101B, 900, 901, 935 1383 3724, 3738, 3751, 3752, 3753, 3755, 3764 1, 1A, 2 expresszvonat, IC, InterRégió, sebesvonat, személyvonat – Miskolc-Tiszai (80, 90, 92, 94) |
| 1                                                        | 1                                                        | Selyemrét                                                     | 0.5 km                                                   | 0.5 km                                                   | 1                                                        | 1                                                        | 1, 1G, 3, 7, 12G, 14G, 21, 21G, 30, 31, 32G, 34G, 35G, 900, 901, 935, Auchan 1 3706, 3724, 3726, 3738, 3751, 3752 1, 1A, 2                                                                             |
| 2                                                        | 2                                                        | Soltész-Nagy Kálmán utca                                      | 1.2 km                                                   | 1.2 km                                                   | 2                                                        | 2                                                        | 1, 1A, 2 |
| 3                                                        | 3                                                        | Szinvapark / Centrum                                          | 1.8 km                                                   | 1.8 km                                                   | 4                                                        | 4                                                        | 3A, 12, 20, 20A, 24, 28, 32, 34, 35, 43, 44, 45, Auchan 1 1, 1A, 2 |
| 4                                                        | 4                                                        | Villanyrendőr                                                 | 2.1 km                                                   | 2.1 km                                                   | 5                                                        | 5                                                        | 14, 14G, 28, 34, 35, 36, 43, 44, 900, 901, 914, 935, Auchan 1 1, 1A, 2 |
| 5                                                        | 5                                                        | Városház tér                                                  | 2.6 km                                                   | 2.6 km                                                   | 6                                                        | 6                                                        | 1, 1A, 2 |
| 6                                                        | 6                                                        | Malomszög utca                                                | 3.3 km                                                   | 3.3 km                                                   | 7                                                        | 7                                                        | 901 1, 1A, 2 |
| 7                                                        | 7                                                        | Szent Anna tér                                                | 3.8 km                                                   | 3.8 km                                                   | 8                                                        | 8                                                        | 1, 1G, 29, 39, 54, 101B, 901 1383 3735, 3755 1, 1A, 2 |
| 8                                                        | 8                                                        | Thököly utca                                                  | 4.2 km                                                   | 4.2 km                                                   | 9                                                        | 9                                                        | 1, 1A, 2 |
| 9                                                        | 9                                                        | Balázs Győző tér                                              | 4.6 km                                                   | 4.6 km                                                   | 10                                                       | 10                                                       | 1, 1A, 2 |
| 10                                                       | 10                                                       | Gyula utca                                                    | 5.3 km                                                   | 5.3 km                                                   | 11                                                       | 11                                                       | 1, 1A, 2 |
| 11                                                       | 11                                                       | Károly utca                                                   | 5.7 km                                                   | 5.7 km                                                   | 13                                                       | 13                                                       | 1, 1A, 2 |
| 12                                                       | 12                                                       | Újgyőri főtér                                                 | 6.3 km                                                   | 6.3 km                                                   | 14                                                       | 14                                                       | 1, 1G, 6, 9, 16, 19, 21, 21G, 29, 39, 53, 54, 68, 101B, 901 1053, 1383 3753, 3755, 3756 1, 1A, 2 |
| 13                                                       | 13                                                       | Újgyőri piac                                                  | 6.6 km                                                   | 6.6 km                                                   | 15                                                       | 15                                                       | 1, 6, 16, 53, 54, 901 3756 1, 1A, 2 |
| 14                                                       | 14                                                       | DVTK Stadion                                                  | 7.1 km                                                   | 7.1 km                                                   | 16                                                       | 16                                                       | 1, 1A |
| 15                                                       | 15                                                       | Bulgárföld városrész (1-es busz felszállóhelyén)              | 7.6 km                                                   | 7.6 km                                                   | 17                                                       | 17                                                       | 1, 6, 53, 54, 901 1383 3755 1, 1A |
| 16                                                       | 16                                                       | Diósgyőri Gimnázium                                           | 7.9 km                                                   | 7.9 km                                                   | 19                                                       | 19                                                       | 1, 53, 54, 901 1383 3755 1, 1A |
| 17                                                       | 17                                                       | LÁEV (kisvasút)                                               | 8.3 km                                                   | 8.3 km                                                   | 20                                                       | 20                                                       | 1, 21, 53, 54, 101B, 901 1 Miskolc-Dorottya utca–Lillafüred–Garadna-vasútvonal, Miskolc-Dorottya utca–Mahóca-vasútvonal                                                                                |
| 18                                                       | 18                                                       | Zenta utca                                                    | 8.8 km                                                   | 8.8 km                                                   | 21                                                       | 21                                                       | 1 |
| 19                                                       | 19                                                       | Diósgyőr városközpont (1-es busz felszállóhelyén)             | 9.5 km                                                   | 9.5 km                                                   | 22                                                       | 22                                                       | 1, 21, 53, 54, 101B, 901 1383 3755 1 |
| 20                                                       | 20                                                       | Alsó-Majláth (1-es busz felszállóhelyén)                      | 10.0 km                                                  | 10.0 km                                                  | 23                                                       | 23                                                       | 1, 21, 53, 54, 101B, 901 3755 1 |
| 21                                                       | 21                                                       | Felső-Majláth (54-es busz megállóhelyén) vonalközi végállomás | 10.7 km                                                  | 10.7 km                                                  | 25                                                       | 25                                                       | 1, 5, 15, 21, 53, 54, 101B, 901, ZOO 1053, 1383 3753, 3755 1 |
| 22                                                       | ∫                                                        | Hóvirág utca                                                  | 11.4 km                                                  | ∫                                                        | 26                                                       | ∫                                                        | 1, 5, 15, 53, ZOO |
| 23                                                       | ∫                                                        | Papírgyár                                                     | 11.9 km                                                  | ∫                                                        | 27                                                       | ∫                                                        | 1, 5, 15, 53, ZOO 1383 3755 |
| 24                                                       | ∫                                                        | Majális park végállomás                                       | 12.3 km                                                  | ∫                                                        | 28                                                       | ∫                                                        | 1, 5, 15, 53, ZOO 1383 3755 |